# Sebastapistes
Sebastapistes is een geslacht van straalvinnige vissen uit de familie van schorpioenvissen (Scorpaenidae).

## Soorten
- Sebastapistes ballieui (Sauvage, 1875)
- Sebastapistes coniorta Jenkins, 1903
- Sebastapistes cyanostigma (Bleeker, 1856)
- Sebastapistes fowleri (Pietschmann, 1934)
- Sebastapistes galactacma Jenkins, 1903
- Sebastapistes mauritiana (Cuvier, 1829)
- Sebastapistes nuchalis (Günther, 1874)
- Sebastapistes strongia (Cuvier, 1829)
- Sebastapistes tinkhami (Fowler, 1946)
- Sebastapistes taeniophrys (Fowler, 1943)